# معركة بلاتيا
كانت معركة بلاتايا المعركة البرية الأخيرة في الغزو الفارسي الثاني لليونان. وقعت في عام 479 ق.م قرب مدينة بلاتايا في بيوتيا، بين اتحاد الدول المدينة اليونانية (بما فيها أسبرطة وأثينا وكورنث وميغارا) والإمبراطورية الفارسية في عهد خشايارشا الأول (بالتحالف مع البيوتينيين والثيساليين والمقدونيين).
في العام السابق، كانت القوة الغازية الفارسية، بقيادة الملك الفارسي بنفسه، قد حققت النصر في معركتي ترموبيل وأرتيميسيوم واحتلَت ثيساليا وفوكيس وبيوتيا وأتيكا. مع ذلك، في معركة سلاميس اللاحقة، حققت بحرية الاتحاد اليوناني نصرًا مُستبعدًا لكنه حاسم، ومنعت بذلك غزو بيلوبونيز. تقهقر خشايارشا آنذاك بصحبة جزء كبير من جيشه، تاركًا جنراله ماردونيوس ليقضي على اليونانيين في العام التالي.
في صيف عام 479 ق.م، حشد اليونانيون جيشًا عرمرمًا (بحسب المقاييس القديمة) وزحفوا من بيلوبونيز. تراجع الفرس إلى بيوتيا وبنوا معسكرًا محصنًا قرب بلاتايا. ومع ذلك، رفض اليونانيون الانجرار إلى منطقة سلاح الفرسان الرئيسة حول المعسكر الفارسي، ما أسفر عن حالة جمود استمرت 11 يومًا. في إبان محاولتهم التراجع بعد قطع خطوط الإمداد الخاصة بهم، تمزّق خط المعركة اليوناني. ولظنه أن اليونانيين في حالة انسحاب كامل، أمر ماردونيوس قواته بمطاردتهم، لكن اليونانيين (الأسبرطيين والتاجيانيين والأثينيين على وجه التحديد) توقفوا وحاربوا ودحروا المشاة الفارسيين المسلحين بأسلحة خفيفة وقتلوا ماردونيوس.
حوصرت نسبة كبيرة من الجيش الفارسي في معسكرها وذُبحت. أدى تدمير هذا الجيش وبقايا البحرية الفارسية زعمًا في نفس اليوم في معركة ميكالي إلى إنهاء الغزو بصورة حاسمة. بعد معركتي بلاتايا وميكالي، شن الحلفاء اليونانيون هدومًا على الفرس، مبشرين بمرحلة جديدة من الحروب اليونانية الفارسية. رغم أن النصر في بلاتايا كان باهرًا بكل معنى الكلمة، لا يبدو أنه اتسم بنفس الأهمية (حتى حينذاك) التي اتسم بها النصر الأثيني على سبيل المثال في معركة ماراثون، أو هزيمة الحلفاء اليونانيين في ترموبيل.

## خلفية
كانت الدولتان المدينتان اليونانيتان أثينا وإريتريا قد دعمتا الثورة الأيونية الفاشلة ضد الإمبراطورية الفارسية في عهد دارا الأول في 499 -494 ق.م. كانت الإمبراطورية الفارسية ما تزال شابة نسبيًا وعرضة للثورات من قبل الشعوب الخاضعة لها. علاوة على ذلك، كان دارا غاصبًا واضطر لقضاء وقت طويل في إخماد الثورات ضد حكمه. هددت الثورة الأيونية سلامة إمبراطوريته، فتعهد بالتالي بمعاقبة المشاركين فيها (ولا سيما أولئك الذين ليسوا جزءًا فعليًا من الإمبراطورية). رأى داريوس أيضًا الفرصة لتوسيع إمبراطوريته إلى العالم العنيد لليونان القديمة.
انتهت حملة تمهيدية بقيادة ماردونيوس، في عام 492 ق.م، لتأمين الخطوط البرية إلى اليونان بإعادة احتلال تراقيا وإجبار مقدونيا على الصيرورة مملكة تابعة بالكامل لبلاد فارس، وكانت الأخيرة تابعة لبلاد فارس مبكرًا منذ أواخر القرن السادس ق.م. أُرسلت فرقة عمل برمائية بعد ذلك بقيادة داتيس وأرتافيرنيس في عام 490 ق.م، واستخدمت ديلوس قاعدةً وسيطة في نهب كاريستوس وإريتريا بنجاح، قبل التحرك لمهاجمة أثينا. مع ذلك، في معركة ماراثون اللاحقة، أحرز الأثينيون نصرًا باهرًا، ما أسفر عن انسحاب الجيش الفارسي إلى آسيا.